# Цинъян
Цинъя́н (кит. упр. 庆阳, пиньинь Qìngyáng) — городской округ в провинции Ганьсу КНР.

## История
Во времена империи Суй в 596 году была образована область Цинчжоу (庆州), которая потом была переименована в округ Хунхуа (弘化郡), потом снова стала областью Цинчжоу, потом в империи Тан была переименована в округ Аньхуа (安化郡), округ Шуньхуа (顺化郡), а с 758 года вновь официально стала областью Цинчжоу.
В империи Сун в 1041 году область Цинчжоу была преобразована в провинцию Хуаньцинлу (环庆路). В 1117 году она была поднята в статусе до Цинъянского губернаторства (庆阳军节度), а в 1119 году была создана Цинъянская управа (庆阳府).
В чжурчжэньской империи Цзинь на этих землях сначала был создан военный округ Аньго (安国军), а в 1142 году была создана провинция Цинъюаньлу (庆原路).
Во времена монгольской империи Юань была вновь создана Цинъянская управа (庆阳府). Во времена империи Мин был создан Цинъянский караул (庆阳卫). Во времена империи Цин караул был в 1728 году расформирован, и на этих землях остались область Нинчжоу (宁州) и 4 уезда. После Синьхайской революции в результате административной реформы области были упразднены, и в 1913 году на землях, ранее напрямую подчинявшимся властям области Нинчжоу, был создан уезд Нинсянь; уезд Аньхуа был переименован в Цинъян (庆阳县).
В ноябре 1935 года на эти земли пришли войска коммунистов, и началось параллельное существование гоминьдановских и коммунистических органов власти. В 1936 году коммунистами из частей уездов Цинъян, Хуаньсянь и Хэшуй был создан уезд Хуачи.
В 1949 году был образован Специальный район Цинъян (庆阳专区), состоящий из 8 уездов. В 1950 году был создан город Сифэн уездного уровня, но уже в мае он был переквалифицирован в город районного уровня, подчинённый уезду Цинъян. В 1954 году город районного уровня был преобразован в район.
В 1955 году Специальный район Цинъян был присоединён к Специальному району Пинлян (平凉专区), но в 1962 году был воссоздан. В 1970 году Специальный район Цинъян был переименован в округ Цинъян.
В мае 1985 года решением Госсовета КНР из уезда Цинъян был выделен городской уезд Сифэн.
В 2002 году округ Цинъян был преобразован в городской округ; городской уезд Сифэн стал при этом районом Сифэн в его составе, а уезд Цинъян был переименован в уезд Цинчэн.

## Административно-территориальное деление
Городской округ Цинъян делится на 1 район, 7 уездов:
| Карта                                                        | Карта     | Карта     | Карта          | Карта         | Карта            |
| ------------------------------------------------------------ | --------- | --------- | -------------- | ------------- | ---------------- |
| Сифэн Цинчэн Хуаньсянь Хуачи Хэшуй Чжэннин Нинсянь Чжэньюань |           |           |                |               |                  |
| Статус                                                       | Название  | Иероглифы | Пиньинь        | Площадь (км²) | Население (2010) |
| Район                                                        | Сифэн     | 西峰区    | Xīfēng qū      | 996           | 360 000          |
| Уезд                                                         | Цинчэн    | 庆城县    | Qìngchéng xiàn | 2692          | 290 000          |
| Уезд                                                         | Хуаньсянь | 环县      | Huán xiàn      | 9236          | 350 000          |
| Уезд                                                         | Хуачи     | 华池县    | Huáchí xiàn    | 3776          | 130 000          |
| Уезд                                                         | Хэшуй     | 合水县    | Héshuǐ xiàn    | 2942          | 170 000          |
| Уезд                                                         | Чжэннин   | 正宁县    | Zhèngníng xiàn | 1319          | 240 000          |
| Уезд                                                         | Нинсянь   | 宁县      | Níng xiàn      | 2653          | 550 000          |
| Уезд                                                         | Чжэньюань | 镇原县    | Zhènyuán xiàn  | 3500          | 520 000          |

## Экономика
Цинъян является важным центром добычи нефти, газа и угля. По состоянию на 2021 год нефтепромысел «Чанцин» компании CNPC добывал более 9,69 млн тонн нефти и 380 млн кубометров газа. 